# Kalongo
Kalongo est une ville de la région du Nord de l'Ouganda qui se trouve dans le district d'Agago.

## Géographie
Kalongo est situé dans la région de l'ethnie Acholi à environ 78 kilomètres au sud-est de Kitgum, la ville proche la plus importante,.

## Population
Le recensement national de 2002 estimait alors la population de la ville à 9 700 habitants. En 2010, l'Uganda Bureau of Statistics (UBOS) estimait la population à 14 300 habitants. En 2011, l'UBOS estimait au milieu de l'année la population à 15,000 habitants.

## À connaître
- Marché central de Kalongo

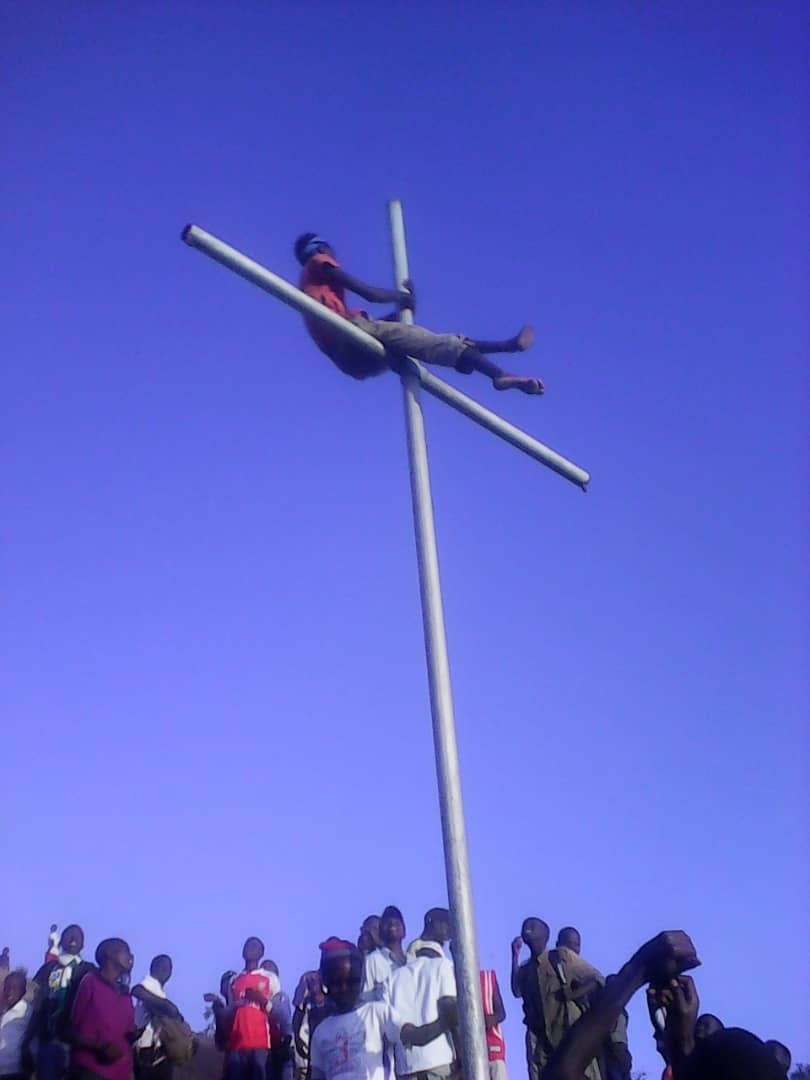
Crucifix érigé au sommet du mont Kalongo par l'église catholique.

- Le Dr. Ambrosoli Memorial Hospital, hôpital privé de 350 lits administré par l'archidiocèse de Gulu et fondé par Giuseppe Ambrosoli[4]
- École d'obstétrique et d'infirmières de Kalongo administrée par le Dr. Ambrosoli Memorial Hospital
- Mont Kalongo, formation rocheuse de 1 600 mètres d'altitude au nord-ouest de la ville
- St. Charles Lwanga College, école catholique secondaire mixte avec pensionnat
- Piste d'atterrissage de Kalongo (Kalongo Airstrip), administrée par le Dr. Ambrosoli Memorial Hospital
- St. Mary's School, école d'obstétrique affiliée au Ambrosoli Memorial Hospital, avec 120 élèves en 2011